# Ивашенцов, Глеб Александрович (дипломат)
Глеб Алекса́ндрович Ива́шенцов (7 июня 1945, Ленинград, СССР) — советский и российский дипломат. Чрезвычайный и полномочный посол (2004). Член Российского совета по международным делам (РСМД) с 2011 года, вице-президент РСМД.

## Биография
Родился в семье горного инженера-геолога Александра Глебовича Ивашенцова, внук выдающегося врача-инфекциониста Глеба Александровича Ивашенцова (1883—1933), правнук одного из первых  русских экспертов по спорту и охоте Александра Петровича Ивашенцова (1857—1913).
В 1967 году окончил факультет международных экономических отношений Московского государственного института международных отношений (МГИМО).
- В 1967—1969 годах работал в Министерстве внешней торговли СССР.
- В 1969—1975 годах работал в Международном отделе ЦК КПСС.

На дипломатической работе с 1975 года. Занимал различные должности в центральном аппарате и загранучреждениях.
- В 1987—1990 годах — заведующий сектором, заведующий отделом Управления стран Южной Азии Министерства иностранных дел СССР.
- В 1991—1995 годах — генеральный консул СССР и России в Бомбее (Индия).
- В 1995—1997 годах — первый заместитель директора Третьего департамента Азии МИД России.
- С 14 июня 1997 по 19 ноября 2001 года — чрезвычайный и полномочный посол Российской Федерации в Союзе Мьянма[1][2].
- В 2001—2004 годах — директор Третьего департамента Азии МИД России.
- В 2004—2005 годах — директор Второго департамента Азии МИД России.
- С 4 апреля 2005 по 17 июля 2009 года — чрезвычайный и полномочный посол Российской Федерации в Республике Корея[3][4].

С 2011 года — член, с 2017 года — вице-президент Российского Совета по международным делам.
Автор многочисленных книг, статей и брошюр по вопросам международных отношений, в том числе книги «Индия», опубликованной в 1989 году в СССР тиражом 100 тыс. экз.
Недавние книги: на русском языке «Индия -вкратце обо всем». Москва.2009, «За надолбами 38-й параллели. Воспоминания и размышления Посла России в Южной Корее». С-Петербург,2012; «Корейский тигр», Москва.2017,на корейском языке -«Другая Корея», Сеул, 2012; на английском языке — «The Tiger of the Land of Morning Calm», Н-Дели, 2014.

## Награды
- Медаль «В память 850-летия Москвы» (1997).
- Медаль «200 лет Министерству иностранных дел» (2002).
- Орден Дружбы (2 октября 2003) — за большой вклад в разработку и реализацию внешнеполитического курса Российской Федерации[6].
- Орден «За дипломатические заслуги» (2009, Республика Корея).
- Медаль «200 лет консульской службы МИД Российской Федерации» (2009).

## Дипломатический ранг
- Чрезвычайный и полномочный посланник 2 класса (24 января 1991)[7] .
- Чрезвычайный и полномочный посланник 1 класса (17 сентября 1998)[8] .
- Чрезвычайный и полномочный посол (6 мая 2004)[9].